# Pena (Lisbonne)

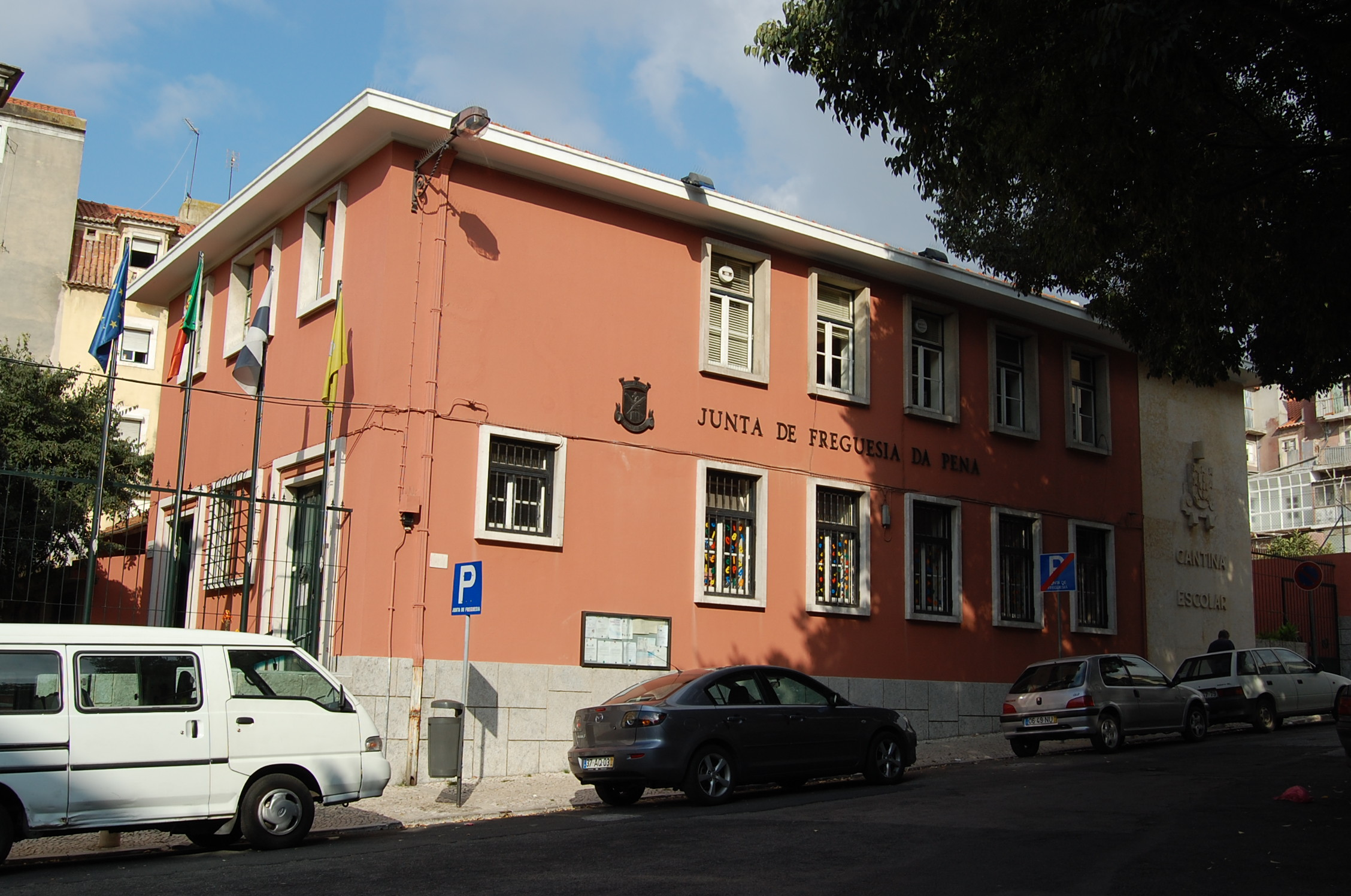

Pour les articles homonymes, voir Pena.
Pena est une freguesia de Lisbonne.